# بازمانده ابرنواختر

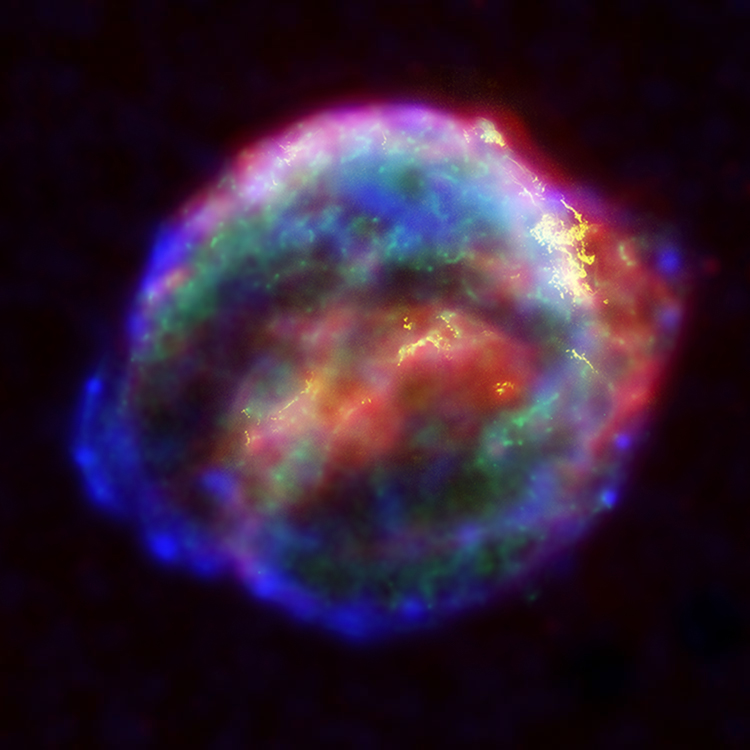
باقی‌مانده ابرنواختر کپلر اس‌ان ۱۶۰۴

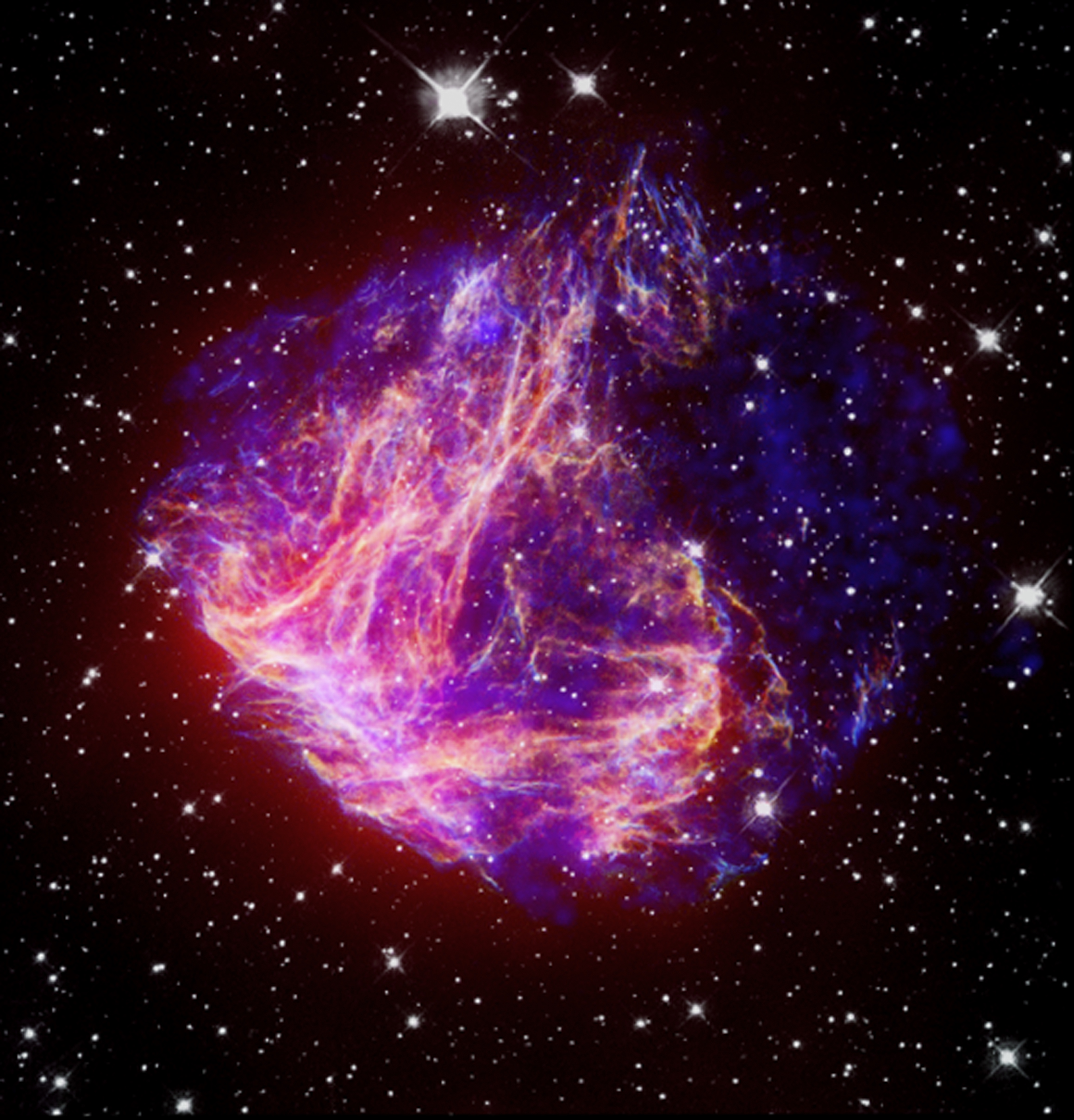
باقی‌مانده ان۴۹

بازماندهٔ اَبَرنواختر (به انگلیسی: supernova remnant، مخفف:SNR) به ساختار باقی‌مانده از انفجار ستاره‌ای که ابرنواختر باشد می‌گویند. این گروه از ساختارها معمولاً در دسته سحابی‌ها جای می‌گیرند.
این باقی‌مانده‌ها به عنوان یکی از منابع پرتوهای کیهانی به شمار می‌روند.
رابطه میان ابرنواخترها و پرتوهای کیهانی اولین بار در سال ۱۹۳۴ و توسط والتر باده و فریتز زویکی مطرح شد.